# Área metropolitana de Tenerife Sur

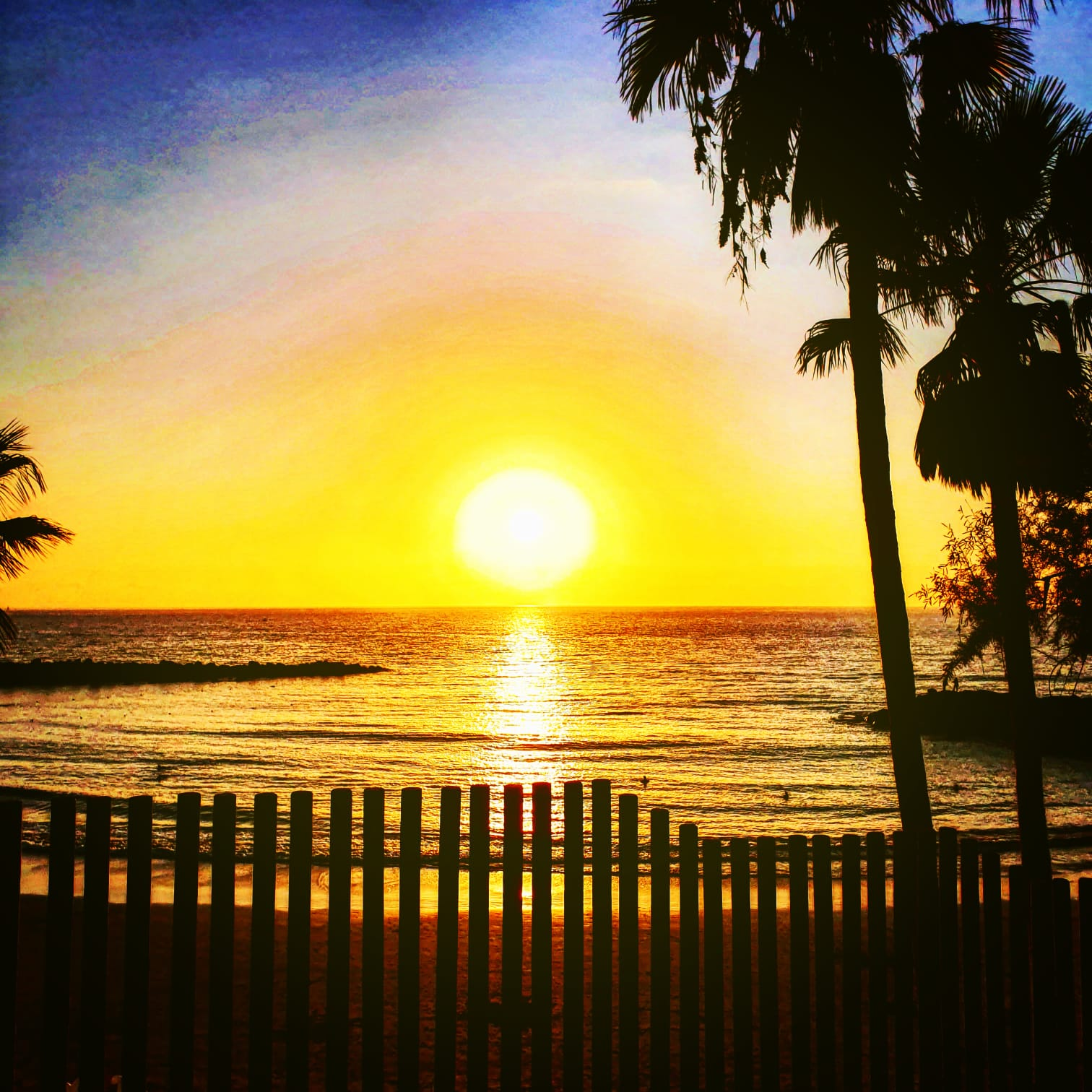
Playa de Troya, primer interés turístico de la zona.

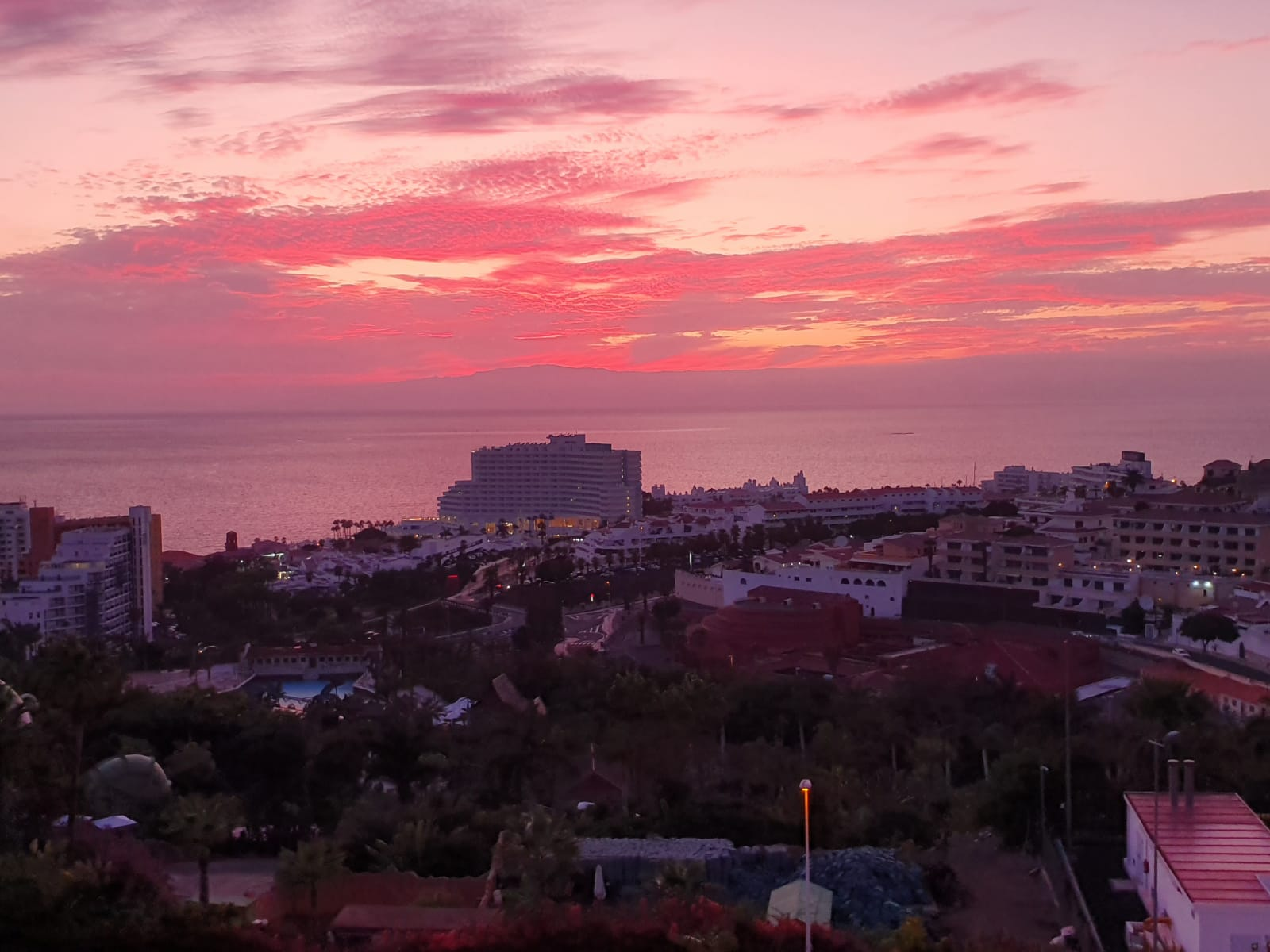
Atardecer en Costa Adeje.

El área metropolitana de Tenerife Sur es una extensa zona urbanizada y dedicada al turismo que se extiende por las costas de los municipios de Arona, Adeje y San Miguel de Abona. Posee 215.532 ciudadanos censados para 2024, pero su población aumenta enormemente si incluimos a los turistas y a los trabajadores que vienen a trabajar desde las localidades vecinas.
Se trata de una de las tres áreas metropolitanas que se encuentran en Tenerife, junto a la de Santa Cruz de Tenerife y la del Valle de La Orotava.

## Historia
Antes del boom turístico y demográfico que vivió la zona en los años 1980 las costas de los municipios del extremo sur de Tenerife habían estado casi desiertas por las pocas posibilidades agrícolas del sitio, pero cuando el turismo empezó a convertirse en el motor económico de Canarias el buen clima de este lugar lo volvió atractivo para el desarrollo urbanístico y el área metropolitana poco a poco se fue gestando.

## Lugares de interés
- Playa de Las Vistas
- Puerto de Los Cristianos
- Siam Park
- Siam Mall
- Magma Arte & Congresos